# الموود پارک (ایلینوی)
الموود پارک (به انگلیسی: Elmwood Park) یک روستا در ایالات متحده آمریکا است که در شهرستان کوک (ایلینوی) واقع شده‌است. الموود پارک ۴٫۹۴ کیلومتر مربع مساحت و ۲۴٬۸۸۳ نفر جمعیت دارد.

## خواهرخوانده
شهر فروزینونه خواهرخواندهٔ الموود پارک، ایلینوی هست.